# Gymnomyces subochraceus
Gymnomyces subochraceus är en svampart som först beskrevs av A.H. Sm., och fick sitt nu gällande namn av Trappe, T. Lebel & Castellano 2002. Gymnomyces subochraceus ingår i släktet Gymnomyces och familjen kremlor och riskor.   Inga underarter finns listade i Catalogue of Life.